# Matthew Goode
Matthew William Goode (ur. 3 kwietnia 1978 w Exeter) – angielski aktor filmowy i telewizyjny.

## Życiorys
Jest najmłodszym z pięciorga rodzeństwa, ma jednego brata, dwóch braci przyrodnich i jedną siostrę przyrodnią z innego małżeństwa matki. Dorastał na wsi w Clyst St. Mary w Devon z matką pielęgniarką i reżyserką-amatorką teatralną, i ojcem geologiem. Studiował dramat na Uniwersytecie Birmingham w Birmingham i klasycznym teatrze przy londyńskiej Webber Douglas Academy of Dramatic Art.
Po raz pierwszy trafił na szklany ekran w komediodramacie fantasy ABC Wyznania siostry Kopciuszka (Confessions of an Ugly Stepsister, 2002). Zagrał potem postać Petera Lynleya, brata inspektora Lynleya, w telefilmie BBC Tajemnice inspektora Lynleya (Inspector Lynley Mysteries: A Suitable Vengeance, 2003). Wystąpił też w roli Bena Caldera w komedii romantycznej Córka prezydenta (Chasing Liberty, 2004) i jako Patrick Simmons w telewizyjnym filmie kryminalnym BBC Agatha Christie: Miss Marple (Marple: A Murder Is Announced, 2005).
Zagrał w dramacie Samotny mężczyzna (A Single Man, 2009) u boku Colina Firtha i Julianne Moore, a także w komedii romantycznej Oświadczyny po irlandzku (2010) jako Declan.
Jako detektyw Carl Morck, wystąpił w 9-odcinkowym serialu kryminalnym pt. Dept.Q (2025, platforma Neflix).